# Liste der Einträge im National Register of Historic Places im Pacific County
Diese Liste der Einträge im National Register of Historic Places im Pacific County enthält alle im Pacific County, Washington in das National Register of Historic Places eingetragenen Gebäude, Bauwerke, Objekte, Stätten oder historischen Distrikte.
Diese Liste entspricht dem Bearbeitungsstand des National Park Service/National Register of Historic Places vom 16. August 2024.

## Legende
| NRHP | Historic Place             |
| HD   | National Historic District |

## Aktuelle Einträge
| [ 2 ] | Name                                  | Bild                               | Eintragsdatum                 | Lage                                                                                         | Ort           | Beschreibung |
| ----- | ------------------------------------- | ---------------------------------- | ----------------------------- | -------------------------------------------------------------------------------------------- | ------------- | ------------ |
| 1     | Cape Disappointment Historic District | weitere Bilder                     | 15. Aug. 1975 ID-Nr. 75001864 | südlich von Ilwaco bis zur WA/OR Grenze 46° 17′ 1″ N, 124° 3′ 37″ W                          | Ilwaco        |              |
| 2     | Chinook Point                         | weitere Bilder                     | 15. Okt. 1966 ID-Nr. 66000747 | südöstlich vom Fort Columbia Historical State Park am U.S. 101 46° 15′ 25″ N, 123° 54′ 57″ W | Chinook       |              |
| 3     | Colbert House                         | Colbert House                      | 18. Okt. 1977 ID-Nr. 77001347 | Quaker St. und Lake St. 46° 18′ 31″ N, 124° 2′ 6″ W                                          | Ilwaco        |              |
| 4     | Columbia River Quarantine Station     | Columbia River Quarantine Station  | 8. Feb. 1980 ID-Nr. 80004007  | südwestlich von Knappton am WA 401 46° 16′ 15,5″ N, 123° 49′ 47″ W                           | Knappton      |              |
| 5     | Klipsan Beach Life Saving Station     | weitere Bilder                     | 5. Juli 1979 ID-Nr. 79002546  | WA 103 46° 27′ 53″ N, 124° 3′ 9″ W                                                           | Klipsan Beach |              |
| 6     | Lumber Exchange Building              | Lumber Exchange Building           | 19. Mai 1988 ID-Nr. 88000604  | Robert Bush Dr./US 101 und Willapa Ave. 46° 39′ 57,5″ N, 123° 48′ 41,9″ W                    | South Bend    |              |
| 7     | Oysterville Historic District         | weitere Bilder                     | 21. Apr. 1976 ID-Nr. 76001898 | WA 103 46° 32′ 46,5″ N, 124° 1′ 44,3″ W                                                      | Oysterville   |              |
| 8     | Pacific County Courthouse             | weitere Bilder                     | 20. Juli 1977 ID-Nr. 77001348 | Cowlitz und Vine Sts. 46° 39′ 46″ N, 123° 48′ 33″ W                                          | South Bend    |              |
| 9     | Raymond Public Library                | Raymond Public Library             | 29. Nov. 1979 ID-Nr. 79002548 | 507 Duryea St. 46° 41′ 12,4″ N, 123° 43′ 50,2″ W                                             | Raymond       |              |
| 10    | Raymond Theater                       | weitere Bilder                     | 1. Mai 1991 ID-Nr. 91000540   | 325 N. Third St. 46° 41′ 10,4″ N, 123° 43′ 59,5″ W                                           | Raymond       |              |
| 11    | Russell House                         | Russell House                      | 25. Nov. 1977 ID-Nr. 77001349 | 902 E. Water St. 46° 39′ 46,1″ N, 123° 46′ 58,9″ W                                           | South Bend    |              |
| 12    | Peter Schulderman House               | Peter Schulderman House            | 19. Mai 1988 ID-Nr. 88000597  | 37th St. und K Pl. 46° 19′ 44,8″ N, 124° 3′ 25,3″ W                                          | Seaview       |              |
| 13    | Shelburne Hotel                       | weitere Bilder                     | 15. Dez. 1978 ID-Nr. 78002765 | WA 103 und K St. 46° 20′ 6″ N, 124° 3′ 14″ W                                                 | Seaview       |              |
| 14    | Shogren Cottage                       | Shogren Cottage                    | 8. Apr. 2019 ID-Nr. 100002409 | 22107 Pacific Way 46° 27′ 45″ N, 124° 3′ 11,9″ W                                             | Ocean Park    |              |
| 15    | South Bend Carnegie Public Library    | South Bend Carnegie Public Library | 3. Aug. 1982 ID-Nr. 82004269  | W. 1st und Pacific Sts. 46° 39′ 59,3″ N, 123° 48′ 50,6″ W                                    | South Bend    |              |
| 16    | Tokeland Hotel                        | Tokeland Hotel                     | 11. Apr. 1978 ID-Nr. 78002766 | Kindred Ave. und Hotel Rd. 46° 42′ 31″ N, 123° 59′ 0″ W                                      | Tokeland      |              |
| 17    | U.S. Post Office – Raymond Main       | weitere Bilder                     | 30. Mai 1991 ID-Nr. 91000654  | 406 Duryea St. 46° 41′ 11,2″ N, 123° 43′ 54,8″ W                                             | Raymond       |              |
| 18    | Willapa Bay Boathouse                 | weitere Bilder                     | 13. März 1986 ID-Nr. 86000358 | US Coast Guard Station, Willapa Bay 46° 42′ 21,5″ N, 123° 58′ 0,6″ W                         | Tokeland      |              |
| 19    | The Wreckage                          | The Wreckage                       | 18. Sep. 1979 ID-Nr. 79002547 | 256th Pl. 46° 29′ 15,4″ N, 124° 3′ 2,8″ W                                                    | Ocean Park    |              |